# سیسیلی گوتاس یوهنسن
سیسیلی گوتاس یوهنسن (انگلیسی: Cecilie Gotaas Johnsen؛ زادهٔ ۲۰ آوریل ۱۹۷۶) دوچرخه‌سوار اهل نروژ است.